# 俄罗斯正教会圣三一主教座堂 (布宜诺斯艾利斯)
俄罗斯正教会圣三一主教座堂（西班牙語：Catedral Ortodoxa Rusa de la Santísima Trinidad）是一座东正教主教座堂,位于阿根廷布宜诺斯艾利斯圣泰尔莫区，在莱扎马公园和阿根廷国家历史博物馆前. 该堂目前是阿根廷国家历史古迹。

## 历史
该堂由圣彼得堡的俄罗斯教会建筑师米哈伊尔·普雷布拉森斯基设计，于1898年开工，1901年由在阿根廷的挪威建筑师亚历杭德罗·克里斯托弗森竣工。建设资金由沙皇亚历山大三世捐赠。当时的总统胡利奥·阿根蒂诺·罗卡出席了祝圣仪式。

## 建筑
该堂为新拜占庭建筑与俄罗斯复兴风格，有五个蓝色洋葱形圆顶和金色的星星，冠以东正教十字架。教堂面积716.6平方米，宽16米，进深44米。侧面有两幅壁画，一幅是“俄罗斯洗礼”，另一幅是关于圣母、耶稣和圣约翰。教堂位于建筑的二楼，通过立面左侧装饰丰富的门进入。祭坛朝东，还有几幅圣像，突出表现三位一体。在祭坛的左边，是唱诗班席。

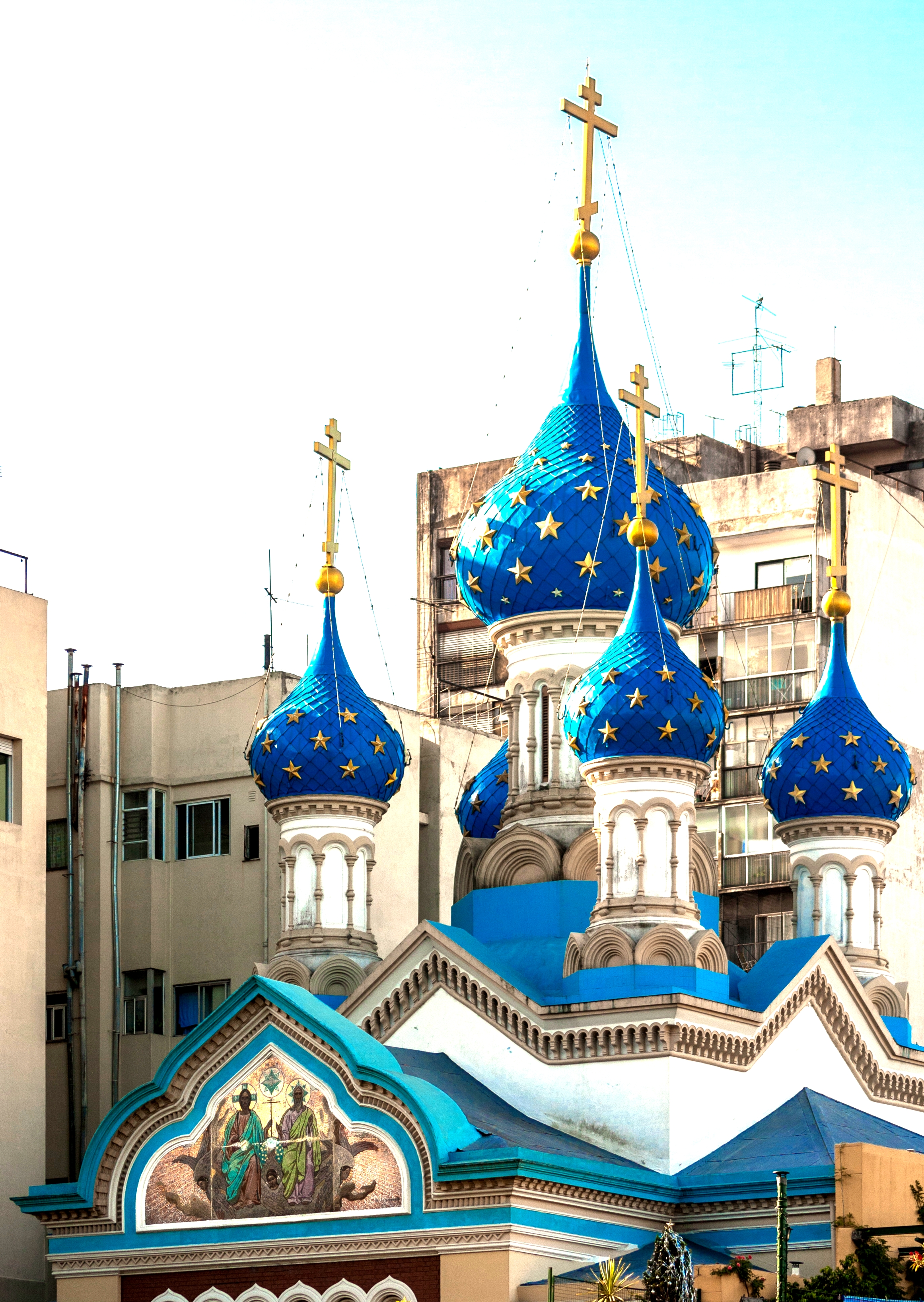
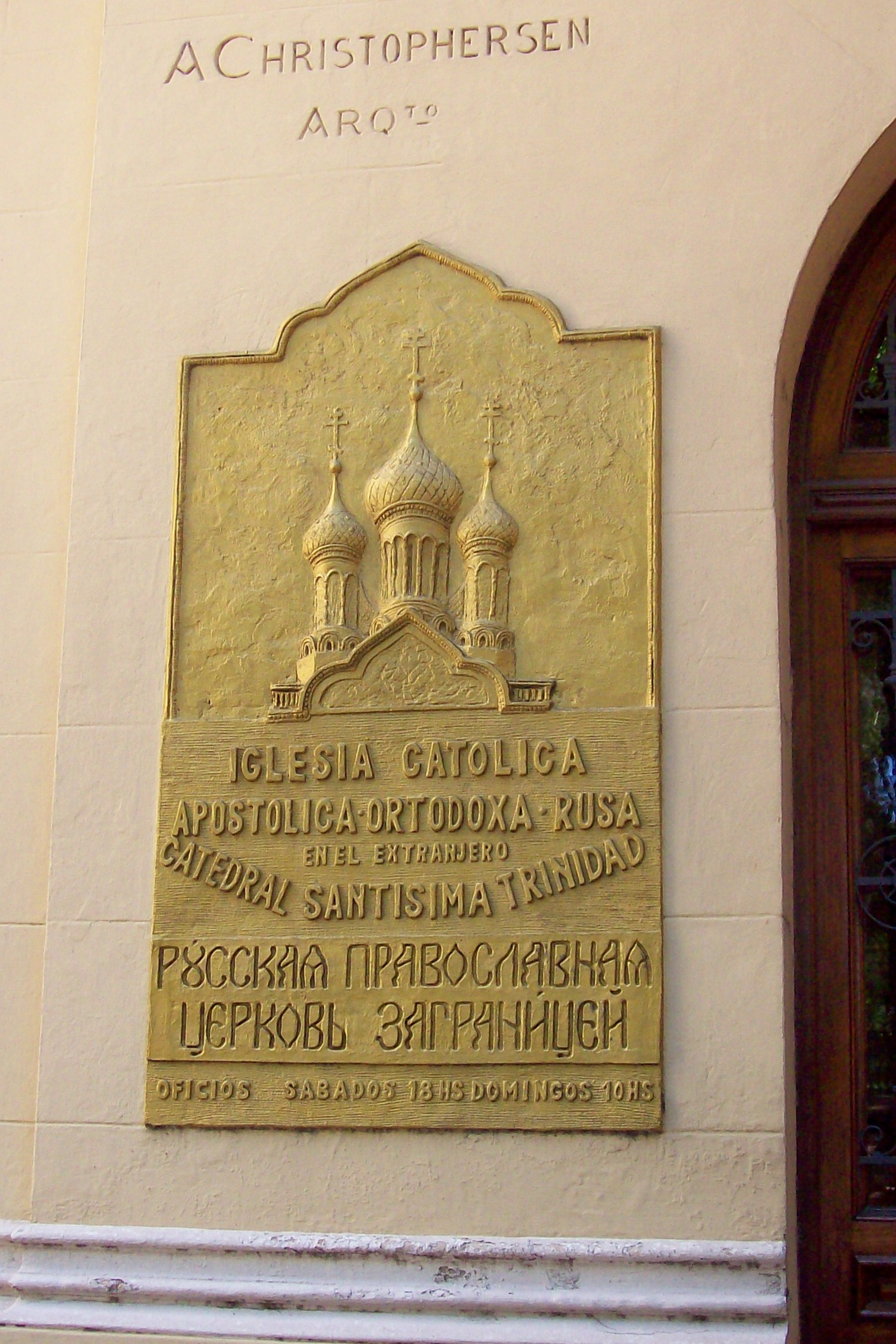
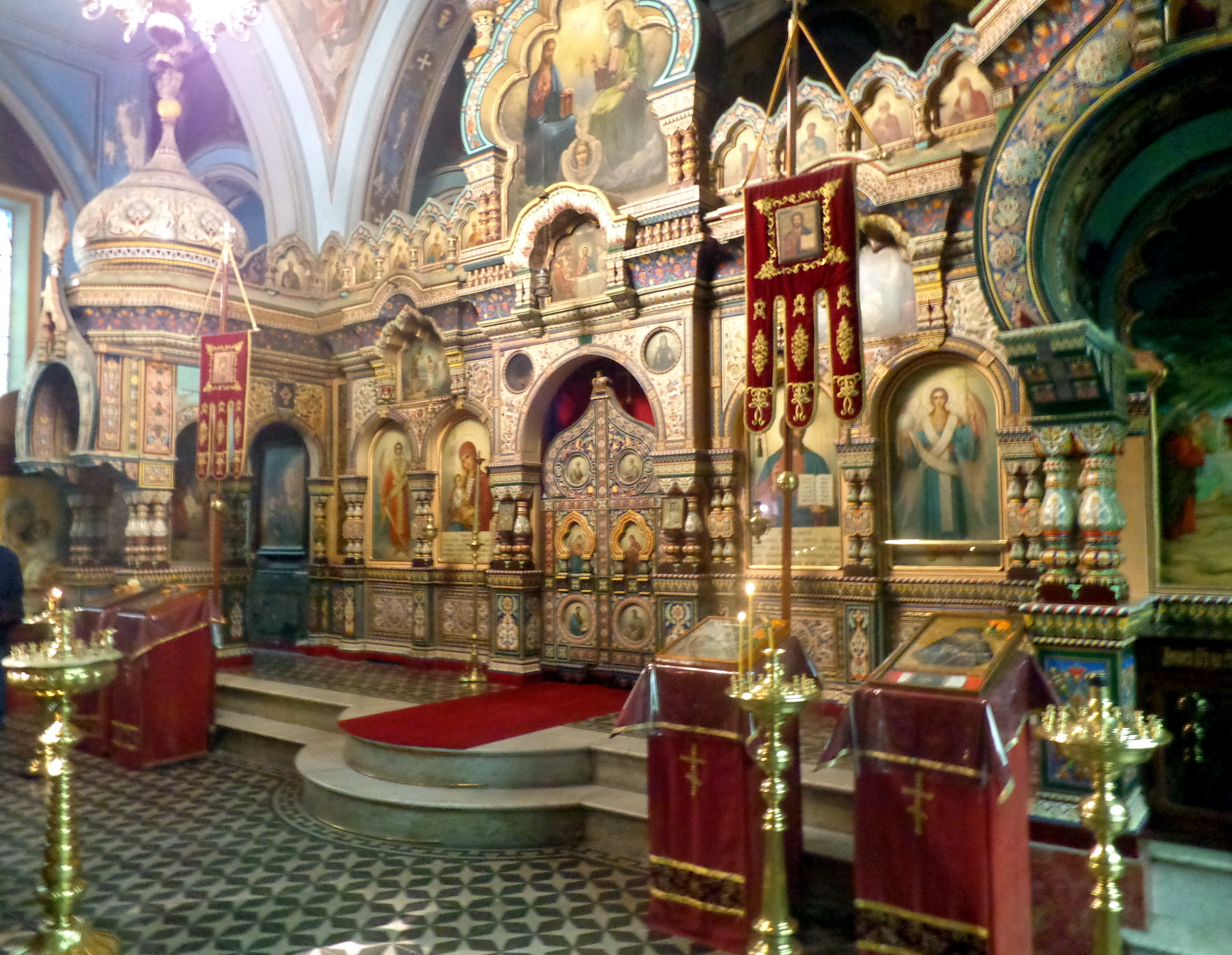
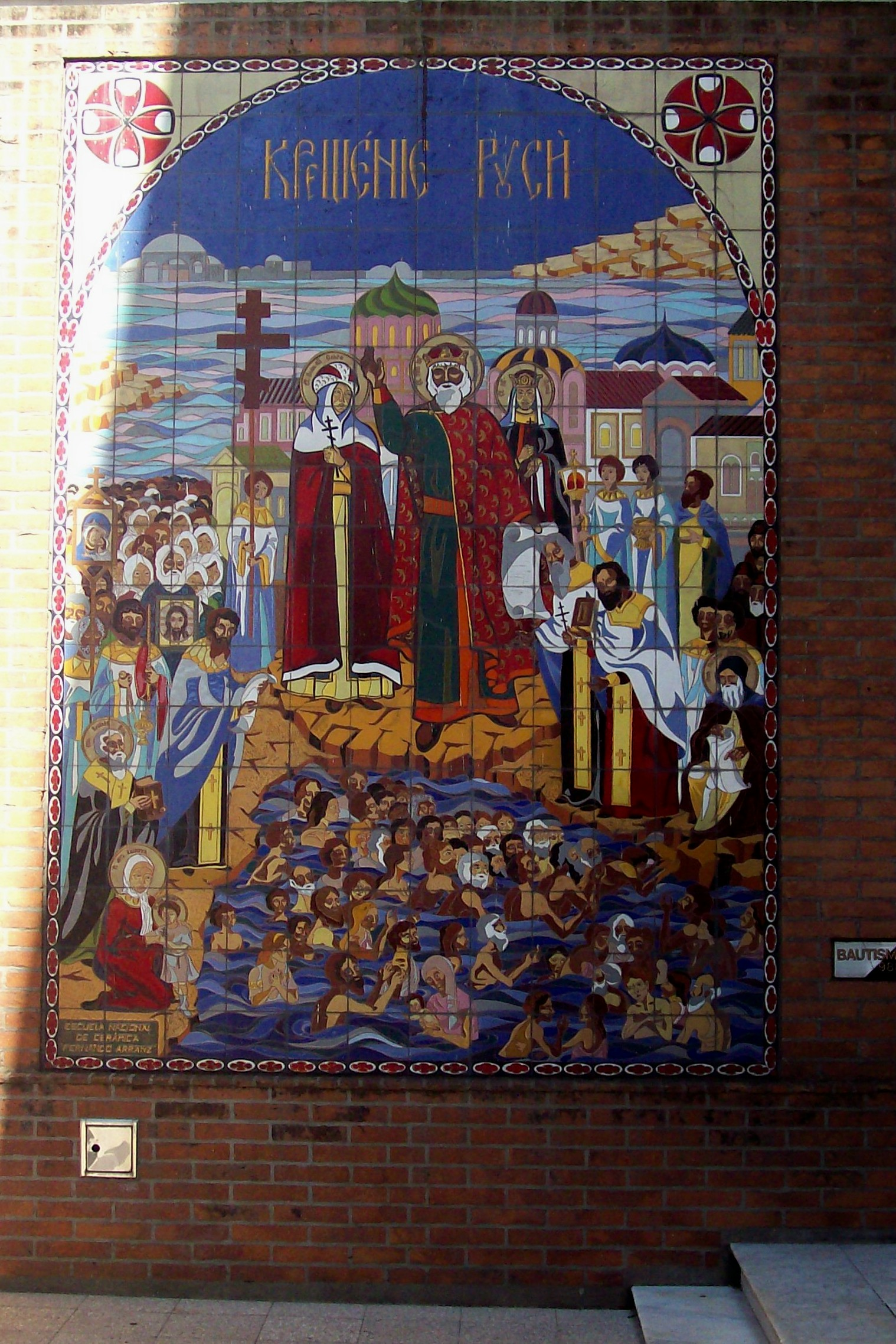